# Megalomyrmex symmetochus
Megalomyrmex symmetochus là một loài kiến thuộc phân họ Myrmicinae. Đây là loài đặc hữu của Panama.
M. symmetochus đã được khám phá bởi William M. Wheeler cuối tháng 7 năm 1924 trong vườn nấm của loài attine Sericomyrmex amabilis Wheeler, 1925 của đảo Barro Colorado.
Con thợ dài từ 3-3,5 mm.